# ジルベール (ブリオンヌ伯)
ジルベール・ド・ブリオンヌ（フランス語：Gilbert de Brionne, 1000年ごろ - 1040年）は、ウー伯およびブリオンヌ伯。ノルマンディー公国の有力な貴族。ノルマンディー公ロベール1世の従兄弟で、ギヨーム2世の息子ギヨーム2世の若年時の初期の後見人の一人であった。ジルベールが暗殺されなければ、男系子孫のクレア家がブリオンヌ伯位を保持していたと考えられる。松の木の枝のように立っている髪型をしていたことから、ジルベールは「クリスピン（Crispin）」のあだ名で知られるようになった最初の人物である。

## 生涯
ジルベールは、ノルマンディー公リシャール1世の庶子ウー伯ジョフロワの息子である。ジルベールはブリオンヌを継承し、ノルマンディーで最も有力な領主との一人となった。かつてジルベールの騎士であった
ヘルルイヌスが1031年に創建したベック修道院の支援者であった。ロベール1世が1035年に死去した時、庶子ギヨームが父の地位を継承し、ジルベール、オズバーン・ド・クレポンおよびブルターニュ公アラン3世を含む有力な貴族らがギヨームの後見人となった。

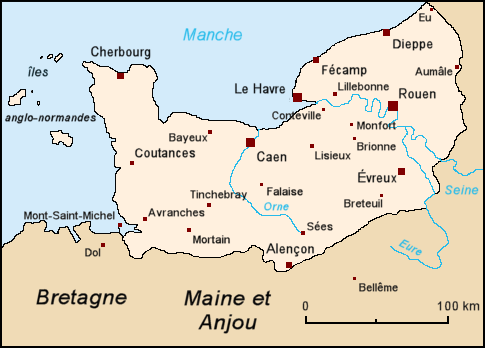
ノルマンディー公国の地図

ラウール・ド・ガセ（ルーアン大司教ロベール2世の子）ら多くのノルマン貴族は、ギヨームをノルマンディー公として認めるのを拒否した。1040年、ギヨームを暗殺する陰謀が企てられたが、失敗に終わった。しかし、ジルベールはエショフール近くで乗馬中に暗殺された。暗殺したのはラウール・ド・ガセとロベール・ド・ヴィトといわれている。これはエショフール領主ジロイエの死後その子らに対しジルベールが行った所業についての復讐であったといわれ、この問題に関してラウール・ド・ガセがどのような役割であったかははっきりしていない。ジルベールの息子リチャードとボールドウィンは自身たちも父と同様に暗殺されるのを恐れ、2人は友人らの助けによりフランドル伯ボードゥアン5世の宮廷に渡った。ジルベールの子供たちはギヨームのノルマン・コンクエストに従ったとみられ、その子孫はブリテン諸島で最も権力を持つ貴族の家系の一つとなった。一族は今日のアイルランド、スコットランドおよびイングランドの広大な領地を支配し、強大な辺境領領主となった。

## 子女
以下のジルベールの子女が知られている。
- リチャード・フィッツギルバート（リチャード・ド・クレア）（1035年以前 - 1090年頃） - 初代クレア領主。ロングヴィル領主ゴーティエ1世・ジファールの娘ロアイーズ（1034年 - 1113年以降）と結婚[8]。
- ボールドウィン・フィッツギルバート（1090年没）[5] - オークハンプトン領主
- ウィリアム（1060年8月29日以降没）
- アデラ（1092年8月没） - コタンタン領主ニール2世・ド・サン＝ソヴェールと結婚
- エンマ - ヒュー・ド・ワフトと結婚[7]
- ヘシリア - アイ（英語版）領主ウィリアム・マレット（英語版）と結婚[7]

長男リチャードを通して、ジルベールはイングランドのクレア家、フィッツウォルター男爵、グロスター伯およびハートフォード伯の先祖にあたる。ジルベールの死後、叔父ギヨーム1世がウー伯位を継承したが、ブリオンヌはノルマンディー公に戻された。